# ميرن
ميرُن (بالدنماركية: A.F. van Mehren)‏ هو «أوغست فرديناند ميرن» August Ferdinand Mehren، مواليد سنة 1822، في مدينة هيلسنكور، وتوفي سنة 1898. مستشرق من الدانمارك، أخذ اللغة العربية عن فلايشر. وعلم اللغات الشرقية في كوبنهاغن نحو 50 سنة. كلمة ميرُن هكذا كما ينطقها الدانمركيون، أصوب من مهرن في المراجع العربية.

## مؤلفاته
- «المنقولات من تلخيص المفتاح وشرحه المختصر، تليها منقولات من عقود الجمان»، في علم البلاغة، أضاف إليه ملحقا بالألمانية عن البلاغة عند العرب وهو مطبوع.
- اهتم بنشر كتب قيمة منها: «نخبة الدهر في عجائب البر والبحر» لشيخ الربوة، «تبيين كذب المفتري» لابن عساكر.